# Payne Gap
Payne Gap es un lugar designado por el censo ubicado en el condado de Letcher en el estado estadounidense de Kentucky. En el Censo de 2010 tenía una población de 329 habitantes y una densidad poblacional de 55,09 personas por km².

## Geografía
Payne Gap se encuentra ubicado en las coordenadas 37°8′52″N 82°40′16″O / 37.14778, -82.67111. Según la Oficina del Censo de los Estados Unidos, Payne Gap tiene una superficie total de 5.97 km², de la cual 5.97 km² corresponden a tierra firme y (0.04%) 0 km² es agua.

## Demografía
Según el censo de 2010, había 329 personas residiendo en Payne Gap. La densidad de población era de 55,09 hab./km². De los 329 habitantes, Payne Gap estaba compuesto por el 99.7% blancos, el 0% eran afroamericanos, el 0% eran amerindios, el 0% eran asiáticos, el 0% eran isleños del Pacífico, el 0% eran de otras razas y el 0.3% pertenecían a dos o más razas. Del total de la población el 0% eran hispanos o latinos de cualquier raza.